# Димаратос, Сократис
Сократис Димаратос (греч.  Σωκράτης Δημαράτος 1891—1966) — греческий кавалерийский офицер первой половины XX века, министр. Участник Первой мировой войны, Малоазийского похода греческой армии, греко-итальянской войны и Греческого Сопротивления.

## Биография
Сократис Димаратос родился в 1891 году в эпирском селе Вурбьяни, в 26 км к северу от города Коница, бывшем тогда ещё на территории Османской империи.
Село был известно своими каменщиками и резчиками по дереву.
Димаратос также происходил из семьи каменщиков.
Село Вурбьяни, как и весь Эпир, было освобождено греческой армией в 1912 году, в ходе Первой Балканской войны.
Предположительно в том же году, Димаратос поступил в училище унтер-офицеров, которое окончил в 1914 году.
В силу того что в Первую мировую войну и Малоазийском походе он был унтер-офицером/ младшим офицером, не располагаем деталями его военной карьеры.
Однако в 1939 году, за год до начала греко-итальянской войны и в звании полковника, он был назначен командиром Кавалерийской бригады, базировавшейся в столице Македонии, городе Фессалоники.
С началом итальянского вторжения 28 октября 1940 года, Бригада Димаратоса перешла к хребту Пинда, где вместе с отрядом полковника Константина Давакиса, одержал первую победу в этой войне, положившей начало череде греческих побед.
Вместе с другими греческими частями, Бригада Димаратоса перенесла военные действия на территорию Албании.
Кавалерийская бригада Димаратоса, которая с 11 по 22 ноября была резервом II Корпуса и до 7 декабря действовала в составе II Корпуса в высокогорном регионе Фрасари — Страндзи, с 1 января 1941 года перестала существовать и её части вошли в состав Кавалерийской дивизии.
Полковник Димаратос был назначен комдивом XI пехотной дивизии.
Угроза полного разгрома итальянской армии вынудила Гитлеровскую Германию прийти на спасение своего союзника. Встретив сопротивление греческих частей на греко-болгарской границе, немецкие дивизии, прошли через территорию Югославии не встречая сопротивления, и вышли в тыл греческой армии сражавшейся против итальянцев в Албании.
9 апреля 1941 года британский генерал Уилсон, Генри Мейтленд приказал отход своим трём дивизиям стоявшим на второй линии обороны, оправдываясь тем что: «…(греческая) Кавалерийская дивизия расположилась на огромной площади и между ней и греческими силами в Албании располагались только патрули».
В создавшейся ситуации, командующий группы дивизий Западной Македонии, генерал Цолакоглу, начал переговоры о заключении «почётной капитуляции» с немцами.
Генерал Т. Цакалотос, бывший тогда начальником штаба II Корпуса, пишет что из вызванных на совещание комдивов корпуса, только Димаратос требовал продолжения войны.
C началом тройной, германо-итало-болгарской, оккупации Греции, Димаратос вступил в организацию ΥΒΕ (Защитники Северной Греции), которая в дальнейшем трансформировалась в организацию ΠΑΟ (Всегреческая Освободительная Организация), в которой Димаратос фигурировал в качестве её руководителя
Историк П. Энепекидис, исследовав германские и австрийские архивы, информирует, что руководство ПАО, в попытке избежать сотрудничества с созданной компартией Греции Народно-осводительной армией (ЭЛАС), летом 1942 встречалось с командующим сербских четников Д. Михаиловичем. Димаратос был основной кандидатурой на должность командующего партизанской армии ПАО.
Однако избежать сотрудничества с доминирующими в Греческом Сопротивлении коммунистами не удалось.
Часть офицеров ПАО перешла в ЭЛАС, где Димаратосу было доверено командование IX дивизией.
Командующией ЭЛАС, генерал С. Сарафис ценил и хорошо отзывался после войны о «способном монархисте полковнике Димаратосе», в своей книге написанной Сарафисом до своей кончины под колёсами автомобиля американского офицера.
Однако в 1943 году, после столкновения частей ЭЛАС с частями ЭДЕС, Димаратос подал в отставку из ЭЛАС, заявляя что не желает принимать участие в братоубийственных актах.
Этот его демарш был засчитан после войны, и в отличие от других офицеров продолживших сотрудничество с коммунистами, Димаратос не преследовался с наступлением в стране т. н. Белого террора.
Летом 1945 года и в звании генерал-майора Димаратос возглавлял Командование островов Эгейского моря из своего штаба на острове Лесбос.
Не располагаем информацией если в годы Гражданской войны (1946—1949) Димаратос оставался на Лесбосе или был переведен в действующую армию.
После окончания Гражданской войны, Димаратос баллотировался в парламент и был избран в 1952 году с партией созданной бывшим главнокомандующим армии в греко-итальянскую и гражданскую войнах, генералом А. Папагосом.
В правительстве Папагоса (1952—1955) Димаратос первоначально принял должность министра обороны, однако после того как его министерство было разбито на три части — армия /флот/ авиация — стал одним из трёх заместителей министра обороны.
Генерал-майор (в отставке) Сократис Димаратос умер в Афинах в 1966 году